# Diecezja El Vigia-San Carlos del Zulia
Diecezja El Vigia-San Carlos del Zulia (łac. Dioecesis Vigilantis-Sancti Caroli Zuliensis) – diecezja Kościoła rzymskokatolickiego w Wenezueli. Należy do archidiecezji Maracaibo. 

## Ordynariusze
- William Delgado Silva (1999 - 2005)
- José Luis Azuaje Ayala (2006 - 2013)
- Juan de Dios Peña Rojas (od 2015)